# موش چینچیلای اوسپالاتا
 موش چینچیلای اوسپالاتا (نام علمی: Abrocoma uspallata) نام یک گونه از سرده موش چینچیلا است.